# Хейс, Артур
Артур Хейс (англ. Arthur Hayes; род. 1985, Детройт, Мичиган) — американский предприниматель, сооснователь и бывший директор криптовалютной биржи BitMEX.

## Биография
Родился в 1985 году в Детройте, штат Мичиган. Его мать, Барбара, работала менеджером по закупкам General Motors, отец – сборщиком на конвейерном производстве. Родители, зависевшие от периодических успехов автомобильного гиганта, приложили огромные усилия, чтобы дать сыну хорошее образование. Переехав с семьёй в поисках достойного образования в Буффало (штат Нью-Йорк), Артур был отдан в подготовительное частное элитное заведение – Школу Николса. В 2004 году окончил данную школу. В дальнейшем получил степень бакалавра по экономике и финансам в Уортонской школе бизнеса при Пенсильванском университете. 
В 2008 году переехал в Гонконг, где начал карьеру инвестиционного банкира. Пять лет проработал в Дойчебанке и Citigroup на должности трейдера деривативами. В обоих компаниях работал в качестве маркет-мейкера ETF-фондов. В 2011 году ушёл из Дойчебанка и начал работать Delta 1 и ETF трейдером в Citibank в Гонконге.
Является самым молодым афроамериканским криптомиллиардером в истории.
Вместе с Беном Дело и Сэмьюелем Ридом в 2014 году основал BitMEX. В марте 2019 года пожертвовал 2,24 миллиона долларов США фонду Jackie Robinson Foundation..
В 2022 году был обвинён в нарушении Закона о банковской тайне и приговорён к шести месяцам домашнего ареста, двум годам испытательного срока и штрафу в 10 миллионов долларов США.